# Radulići
Radulići (cyr. Радулићи) – wieś w Czarnogórze, w gminie Bijelo Polje. W 2011 roku liczyła 81 mieszkańców.